# Межеевский, Францишек
Францишек Межеевский (пол.  Franciszek Mierzejewski; Варшава 22 октября 1786  — Пета Османская империя 16 июля 1822) — польский офицер и филэллин. 
Участник Наполеоновских войн и Освободительной войны Греции. 
Его героическая смерть, и смерть дюжины возглавляемых им польских добровольцев в сражении при Пета отмечена в мемуарах греческих и иностранных участников событий, в работах греческих и иностранных историографов Греческой революции, 
а также упомянута на торжественном заседании польского Сейма в марте 2021 года, по случаю 200-летия начала Освободительной войны Греции.

## Семья
Францишек Межеевский родился 22 октября 1786 года в Варшаве, в семье (также) Францишека Межеевского и Магдалены Гудковской (Magdalena Gudkowska). 
Не располагаем информацией о его детстве, юношестве и образовании.

## В армии Наполеона
С 26.09.1807 служил рядовым во 2й роте 1го полка лёгкой кавалерии императорской гвардии, с 11.06.1809 унтер-офицер.
С 1.01.1811 унтер-офицер 5й роты. 
С 15.01.1812 сержант (maréchal des logis) 3й роты. 
С 4.11.1813 вне армии.
04.11.1814 отбыл на остров Эльба. 
Вернулся с Наполеоном во Францию 1 марта 1815 года. 
С 22.05.1815 в звании лейтенанта служил в 1м полку лёгкой кавалерии.
В период 1808-15 годов принял участие в сражениях : при Ваграме (5-6.07.1813), при Витебске (26-27.07.1812), Можайске (5-7.09.1812), на Березине (26-29.1812), при Лютцене (2.05.1813), при Бауцене (20-21.05.1813), при Дрездене (26-27.08.1813), при Лейпциге (16-19.10.1813), при Hanau (30-31.10.1813), под Бриенном (29.01.1814) , при Монмирале (11.02.1814), при Шато-Тьерри (12.02.1814), при Laon (9-10.03.1814), при Arcis-sur-Aube (20-21.03.1814), при Ligny (16.06.1815), при Ватерлоо (18.06.1815).
15.05.1815 был награждён Орденом Почётного Легиона [№. 35319] за участие в сражении при  Weissenfelds / Лютцене 2.05.1813, где он взял в плен сына прусского маршала Блюхера.
Межеевский ушёл из французской армии 1 октября 1815 года и отправился в Польшу. Однако в армии Польского королевства он не получил подтверждения своего офицерского статуса и отказался принять понижение в унтер-офицеры.

## Период между Наполеоновскими войнами и Греческой революцией
Г. Малиновский, современный польский историк и профессор Вроцлавского университета пишет, что после 1815 года Межеевский вновь покинул свою Родину и отправился в Южную Америку, где воевал под командованием Боливара за независимость испанских колоний. 
После чего вернулся в Европу и принял участие в восстаниях итальянских карбонариев в Королевстве обеих Сицилий (1820) и в Пьемонте (1821).
Современный английский историк William St Clair, в своём труде о филэллинизме и филэллинах, отмечает что Межеевский воевал в Южной Америке под командованием Боливара и принял участие в революционных событиях Пьемонта и Неаполя.
Греческий историк Х. Стасинопулос в своём “Словаре Греческой революции” также пишет что Межеевский заявлял своему командиру в Греции, итальянскому полковнику А. Даня, что до прибытия в Грецию он воевал в Южной Америке под командованием Боливара, и в Пьемонте и Неаполе.
Как пишет тот же William St Clair, после поражения восстаний в Италии, многие из их участников отправились в Грецию, восставшую в марте 1821 года, побуждаемые не только своими филэллинскими чувствами, но во многих случаях избегая преследований и рассматривая восставшую Грецию как своего рода политическое убежище и возможность для продолжения революционной деятельности.

## Польский филэллинизм
Начало Освободительной войны Греции в марте 1821 года вызвало в Европе, включая разделённые польские земли, явление филэллинизма.
Чтобы не преувеличивать масштабы явления, греческий историк Яннис Кордатос писал: «в действительности не было филэллинов, за исключением немногих демократов Европы», а Георгиос Лайос: «Движение филэллинов имело явно выраженную политическую ориентацию».
Особенность польского филэллинизма охарактеризовал издатель варшавского журнала SYBILLΑ, Франциск Grzymala, в своём посвящении «бойцам грекам, ринувшимся в огонь войны чтобы освободиться от бесчеловечного гнёта азиатов» :
«Как поляку, мне не следовало желать поражения Османской империи, единственной Дежавы не требовавшей нашего унижения, протестовавшей против раздела нашей страны.
Но как человек, которого волнуют человеческое несчастье и желает прогресса нациям, я всеми своими силами поддерживаю освобождение сражающихся греков от бесчестного османского гнёта, от тех кто погрузили во мглу и оковали цепями прекраснейшую часть Европы, колыбель Свободы и древнего величияων»
Как и в странах Западной Европы, но в меньших масштабах, в польских землях были отмечены сборы денег в поддержку сражающихся греков ( профессор Г. Малиновский отмечает сбор денег в Варшаве в 1822 году). 
В Познани “Комитет в поддержку греков” организовала ещё молодая Эмилия  Sczniecka (1804-1896) 
Не уступал странам Западной Европы и польский “филологический филэллинизм”, куда подпадают работы Мицкевича, С. Гощинского, Ю. Словацкого и др. 
Гощинский, который собирался отправиться в восставшую Грецию, писал: 
Греки, греки дети Славы/ Кто понять вас может лучше/ Нежели народ Леха/ Кто поддержать вас может лучше/ Как те что потеряли Отечество своё.
Непосредственное участие в войне приняло около 1 тыс. иностранных добровольцев. Вилльям Сен-Клер в своём списке именует 940 филэллинов, из которых 342 родом из германских земель, затем следуют французы (196), итальянцы (137), англичане (99), швейцарцы (35), поляки (30) голландцы и бельгийцы (17), американцы (16), венгры (9), шведы (9), испанцы (9), датчане (8) и разных и неизвестных национальностей 33. 
Из этих 940 филэллинов 313 погибли на полях сражений или умерли от ран или болезней. 
Г. Малиновский пишет что поляков было вдвое больше (более 60) и что сегодня известны имена более 50, немного увеличив также и общее число воевавших филэллинов до 1200 человек. 
Г. Малиновский подчёркивает также и тот факт, что хотя поляков было значительно меньше по сравнению с немцами и французами, но в отличие от немецких филэллинов, среди которых было много студентов, не имевших боевого опыта или военной подготовки, (почти) все польские филэллины были офицерами и унтерофицерами, ветеранами Наполеоновских войн.

## В регулярном полку греческих повстанцев
Не располагаем точной датой прибытия Межеевского в Грецию. Предположительно он прибыл в начале 1822 года и вступил в Первый (и единственный) регулярный батальон повстанцев, согласно Г. Малиновскому в звании капитана. 

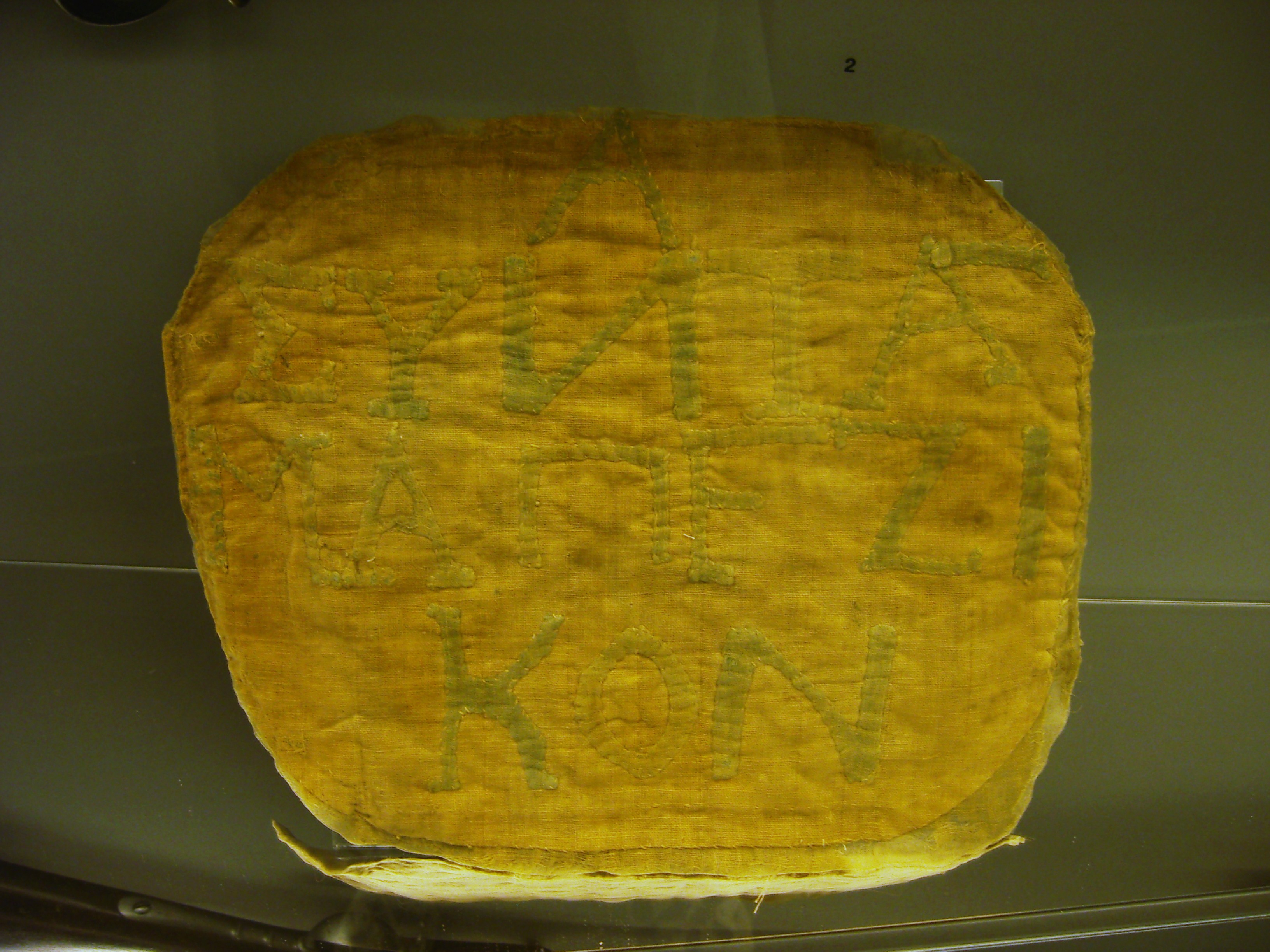
Фрагмент флага 1-го батальона регулярной армии Греции

Первый регулярный батальон был создан в июле 1821 года в городе Каламата,Пелопоннес и первым его командиром стал рождённый на Крите корсиканец Иосиф Балест:В-134.
Историографы греческого генерального штаба склонны считать датой создания регулярной армии 1 апреля 1822 года, когда Национальный конгресс в Эпидавре одобрил законопроект о создании регулярной армии, подготовленный политиком Александром Маврокордатосом. В конце месяца батальон был переименован в полк, что не означало однако существенного увеличения его численного состава. Батальон/полк состоял в основном из молодёжи греческой диаспоры, имевшей кое какой опыт регулярной армии и около сотни филэллинов. 
Первым командиром нового соединения, в звании полковника, был назначен итальянец Пьетро Тарелла.
William St Clair, ссылаясь на мемуары немецкого филэллина Эльстера (Elster, Fahrten, p. 319.) пишет, что Межеевский заявлял своим однополчанинам, что он «постарел в поисках Свободы». Здесь же Сент Клер утверждает, что для Межеевского «освобождение Греции от турок было подготовкой для освобождения Польши от русских».

## Сражение при Пета – Смерть Межеевского

План сражения при Пета. Церковь Св. Георгия в Пета – место последней обороны Межеевского и его поляков обозначено «Аа»

Экспедиция Маврокордатоса в Эпир имела действительную объективную задачу помощи сулиотам, державшим около года оборону в своих горах против многократных османских сил.
Но экспедиция имела и политическую подоплёку, поскольку не имевший никакого военного опыта фанариот Маврокордатос хотел утвердиться и как стратег в своём политическом противоборстве с Дмитрием Ипсиланти. Однако в битве при Пета 4/18 июля, Маврокордатос предпочёл находится вдали от поля сражения:В-211
Х. Стасинопулос в своём “Словаре Греческой революции” пишет о Межеевском, что «его энтузиазм о героическом восстании греков был безграничным». 
Перед началом сражения при Пета он сделал следующее признание своему непосредственному командиру, итальянскому полковнику А. Даня: 
«Везде где я воевал, под командованием Наполеона и Боливара, во Франции, в России, в Пьемонте, в Неаполе и Южной Америке, я убедился как плохо устроен мир. Но я спокоен, совесть моя чиста, потому как с молодости я боролся за права угнетённых. Оставаясь верным своему кредо, у меня есть только одно желание. Умереть за Свободу греков. Пусть Бог даст покоиться мне в этой героической земле». 
Стасинопулос пишет что Межеевский сделал это заявление спокойно и с такой уверенностью, что присутствавшие при этом греческие солдаты регулярного полка, хоть не до конца понимали сказанного им, склонили головы и скрестили руки на груди, как в церкви.
Общее число солдат регулярного батальона и иррегулярных повстанцев принявших участие в сражении при Пета достигало 1500 бойцов. В рядах регулярного батальона было 93 филэллинов: 52 немца, 13 итальянцев, 12 поляков, 5 французов, 4 швейцарца, 3 датчанина, по одному бельгийцу, голландцу и венецианцу. Иррегулярные повстанцы готовили бастионы, но Тарелла отклонил совет военачальников Гогоса и Александра Влахопулоса последовать их примеру, со словами «Наши груди — наши бастионы». Андреа Даня добавил: «Мы тоже умеем воевать». 4/18 июля почти шестикратные (8 тыс.) османские силы обрушились на греческие позиции. Тарелла принял бой в открытом поле. Образовав каре, батальон «сражался героически, но был вынужден отступать шаг за шагом» потеряв 3/4 своего состава. Тарелла погиб, после чего командование батальоном принял Даня. Из 93 филэллинов, живыми из сражения вышли 21. Среди погибших были Тарелла и Даня:В-214. 
Д. Фотиадис пишет что в числе филэллинов остававашихся до конца в распоряжении А. Даня было 11 поляков, под командованием Межеевского (упоминает его под фамилией Мерзиефски – Μερζιέφσκυ), но ограничивается замечанием “никто из них не выжил”. 
На самом деле поляки пробились к селу Пета и заняли оборону вокруг церкви Св. Георгия. Когда же на них насела турецкая кавалерия, они поднялись на черепичную крышу церкви и продолжали обороняться ещё несколько часов. Турки были вынуждены сжечь церковь, вместе с остававшимися ещё в живых и продолжавшими героически сражаться поляками.
Французский филэллин Огюст Туре, сохранил несколько имён поляков погибших с Межеевским (Mirziewski как упоминает его Туре) при Пета: Koulschelewski, Lasky, Mlodowski, Dielsiewski, Dobronowski. 
Ссылаясь на Туре, William St Clair, пишет что в числе 67 филэллинов погибших при Пета было 6 поляков. 
Однако Г. Малиновский пишет, что Межеевский “погиб героически, вместе с двенадцатью своими польскими товарищами, обороняясь до конца с крыши осаждённой турками церкви, дав возможность отступить остаткам отряда филэллинов”.

## “Odkrywając bohatera”
Хотя Межеевский и его героическая смерть на протяжении двух столетий были отмечены в мемуарах участников войны, в работах многих историографов Греческой революции и филэллинизма и (даже) в греческих школьных учебниках, до последнего времени существовала проблема его исторической идентификации как личности. 
Эта проблема существовала также практически для всех польских филлэллинов, участников Освободительной войны Греции, поскольку польские фамилии представляют трудности для греков, но также тем что и в мемуарах западно-европейских филэллинов и работах историков они были переданы в невероятно многочисленных, иногда неузнаваемых, вариантах. Так, к примеру, польские историки до сих пор не могут выяснить действительное имя и биографию польского филэллина отмеченного в историографии под именем Jan Dąbrowski. 
В последние годы большую работу по идентификации поляков участников Греческой революции и представления догреческого периода их жизни, ведёт группа польских историков, руководимая профессором Марией Калиновска из университета Варшавы и профессором Г. Малиновским (Gościwit Malinowski) из университета Вроцлава.
В том что касается Межеевского была известна фамилия, которая в разных источниках была отмечена как Cav. Mierzivvcki, Mierzewsky, Merziewski, Merziefsky, Mirziewsky, Mirzefski, Mirzewski, Mirszewski, Mizewsky, Miziefski, Miziewski, Marziefsky, Morzafskis. 
Даже в польской литературе он именовался как Mierziewski, Mierzewski, и даже Międzyrzecki.
В статье под заголовком “Открытие героя” опубликованой на польском правительственном сайте и приуроченной к 200летию начала Освободительной войны Греции, профессор Малиновский пишет, что польские историки пришли к заключению что в данном случае речь идёт о участнике Нaполеоновских войн и революционных движений в Южной Америке и Италии Францишеке Межеевском.

## Память
- Сразу по окончании Освободительной войны, французский филэллин Огюст Туре установил памятную арку в единственной католической церкви Нафплиона, с именами 282 погибших филэллинов. Фамилия Межеевского выбита вместе с фамилиями ещё 7 поляков, 5 из них погибли при Пета[15][16].
- Помня о польском герое павшем в Освободительной войне, благодарная Греция назавала его именем улицу за холмом Филопаппа, напротив Афинского Акрополя[15],  но опять же в трудно узнаваемом варианте – “улица Мирциефски” (οδός Μιρτσιέφσκυ)[17].
- В ознаменование 200-летия начала Освободительной войны “Гетерия Эллинизма и Филэллинизма” выпустила медаль в память Францишека Межеевского. На изображении офицера лёгкой кавалерии выбита имя и фамилия героя. Гетерия в своём заявлении подчёркивает “правильное имя, Franciszek Mierzejewski”, и пишет, что “после 200 лет забвения Францишек Межеевский, офицер лёгкой кавалерии, герой Освободительной войны Греции, восстановил целостность своей биографии”[1].
- На торжественном заседании польского Сейма в марте 2021 года, по случаю 200-летия начала Освободительной войны Греции, было отмечено участие в этой войне польских филэллинов, “таких как Францишек Межеевский, который погиб в битве при Пете в 1822 году, «сражаясь за нашу и вашу свободу”»[18].